# قزل‌بلاغ (شهرستان قدم‌جای)
قزل‌بلاغ (به لاتین: Kyzyl-Bulak) یک روستا در قرقیزستان است که در شهرستان قدم‌جای واقع شده‌است. قزل‌بلاغ ۱٬۵۵۵ نفر جمعیت دارد و ۱٬۲۶۷ متر بالاتر از سطح دریا واقع شده‌است.